# Primaire socialiste espagnole de 2011

Logo du PSOE.

L’élection du candidat socialiste à la présidence du gouvernement socialiste espagnol pour les élections générales de 2012 devait se tenir le 26 juin 2011. Un seul candidat étant parvenu à se présenter, le scrutin n'a pas été convoqué.

## Modalités et calendriers
La période de présentation des candidatures courant du 28 mai au 13 juin, seules étant acceptées celles soutenues par la commission exécutive fédérale, statuant à la majorité de ses membres, le comité fédéral, ou au moins 10 % des adhérents. Les candidats sont proclamés le 18 juin, une semaine de campagne interne étant ensuite prévue, du lendemain au 25 juin. Les adhérents sont appelés aux urnes le 26 juin, à condition d'avoir adhéré le 28 mai au plus tard. Le 2 juillet, le comité fédéral, sur un rapport de la commission fédérale des listes, proclame le candidat à la présidence du gouvernement. Le comité d'organisation du processus des élections primaires (COPEP), désigné par le comité fédéral, assure l'égalité de moyens humains et matériels entre les candidats.

## Contexte
Le 2 avril 2011, confirmant des rumeurs médiatiques,, le secrétaire général du Parti socialiste et président du gouvernement, José Luis Rodríguez Zapatero, annonce qu'il ne sera pas candidat à un troisième mandat à la tête du gouvernement lors des élections législatives de mars 2012. Le premier vice-président du gouvernement et ministre de l'Intérieur, Alfredo Pérez Rubalcaba, et la ministre de la Défense, Carme Chacón, font alors figure de favoris,.
Après le lourd échec du PSOE aux élections locales du 22 mai 2011, le lehendakari, Patxi López, et le président de l'Estrémadure, Guillermo Fernández Vara, réclament l'annulation des primaires et la convocation d'un congrès extraordinaire en vue du remplacement de Zapatero, Ce dernier répond en affirmant que les primaires auront bien lieu, comme le vice-secrétaire général du parti, José Blanco quelques jours plus tôt. Dans le même temps, plusieurs dirigeants appellent à une « candidature de consensus » en souhaitant, à mots couverts, une non candidature de Carme Chacón, qui renonce finalement le 26 mai, affirmant avoir pris cette décision pour l'unité du parti, son image, et la stabilité du gouvernement, tout en confirmant avoir décidé, au mois de février, d'être candidate.
Deux jours plus tard, Alfredo Pérez Rubalcaba annonce la sienne devant le comité fédéral du parti, après avoir reçu le soutien de Zapatero, qui affirme que « un sprinteur ayant couru le 100 mètres en dix secondes est capable de gagner les élections dans dix mois », et de l'ensemble des dirigeants de fédérations régionales socialistes,. Le lendemain, la ministre de la Défense le décrit comme « un grand candidat », un « homme politique très expérimenté, avec un parcours magnifique », alors que ce dernier n'avait eu aucun mot pour elle dans son discours de candidature.
Au cours des semaines suivantes, huit militants de base ont également annoncé leur candidature.

## Candidat unique
| Nom | Nom                             | Fonctions |
| --- | ------------------------------- | --- |
|     | Alfredo Pérez Rubalcaba, 59 ans | - Premier vice-président du gouvernement - Ministre de l'Intérieur - Porte-parole du gouvernement - Député de Cadix |

## Candidats ayant renoncé
| Nom | Nom                                  | Fonctions                                                                                     |
| --- | ------------------------------------ | --------------------------------------------------------------------------------------------- |
|     | Carme Chacón, 40 ans                 | - Ministre de la Défense - Députée de Barcelone                                               |
|     | Patxi López, 51 ans                  | - Lehendakari du Pays basque - Député régional de Biscaye - Secrétaire général du PSE-EE-PSOE |
|     | José Luis Rodríguez Zapatero, 50 ans | - Président du gouvernement - Député de Madrid - Secrétaire général du PSOE                   |

## Résultats
Le 18 juin 2011, la commission des garanties électorales du PSOE a annoncé que seul Alfredo Pérez Rubalcaba, du fait du soutien du comité fédéral, remplissait les conditions pour se présenter. De ce fait, aucune élection ne sera convoquée, et Rubalcaba sera proclamé candidat socialiste à la présidence du gouvernement le 9 juillet, lors d'une nouvelle réunion du comité fédéral. Toutefois, deux candidats non-retenus ont annoncé leur intention de présenter un recours contre ce processus de sélection.